# Triac
Pour les articles homonymes, voir Triac (homonymie).

Symbole du triac - G est la gachette

Le triac (de l'anglais triode for alternating current) est un composant électronique équivalent à la mise en parallèle de deux thyristors montés tête-bêche (l'anode de l'un serait reliée à la cathode de l'autre, les gâchettes respectives étant commandées simultanément).

## Fonctionnement
Une fois enclenché par une impulsion sur la gâchette, le triac laisse passer le courant tant que celui-ci est supérieur à un seuil appelé courant de maintien (0,65 A). Du fait de cette structure, le triac peut être utilisé pour contrôler le passage des deux alternances d'un courant alternatif (contrairement au thyristor qui ne peut conduire que pendant une seule alternance).

## Applications
Toute application nécessitant une variation de puissance en courant alternatif:
- Gradateur soit un variateur de puissance (ex:lumière)
- Contacteur statique
- Clignoteur
- etc.

Le choix d'un triac se fait principalement en fonction de l'intensité d'utilisation, de la tension maximale de blocage et du courant d'amorçage.